# Evaluación del modelo homeostático
La evaluación del modelo homeostático (en inglés: Homeostatic model assessment, HOMA) es un método que se utiliza para cuantificar la resistencia a la insulina y la función de las células beta. Fue descrito por primera vez con el nombre de HOMA por Matthews et al. en 1985, bien establecido para estudios epidemiológicos, aunque sigue careciendo de resultados consensuados para una aplicación más consistente en la práctica clínica.

## Derivación
Los autores de HOMA utilizaron datos de estudios fisiológicos para desarrollar ecuaciones matemáticas que describen la regulación de la glucosa como un circuito de retroalimentación. Publicaron un software de computadora que resuelve las ecuaciones, de modo que la resistencia a la insulina y la función de las células β pueden estimarse a partir de los niveles de glucosa e insulina en ayunas. También publicaron una ecuación que dio aproximadamente las mismas respuestas que una versión anterior del software de computadora.
Desde entonces, el modelo informático se ha mejorado a un modelo HOMA2 para reflejar mejor la fisiología humana y se ha recalibrado para los ensayos de insulina modernos. En esta versión actualizada, es posible determinar la sensibilidad a la insulina y la función de las células β a partir de la glucosa plasmática en ayunas emparejada y las concentraciones de insulina de radioinmunoensayo, insulina específica o péptido C. Los autores recomiendan que se utilice el software informático siempre que sea posible.